# Маленька Швейцарія
49°42′0.01″ пн. ш. 6°30′0″ сх. д. / 49.7000028° пн. ш. 6.50000° сх. д.

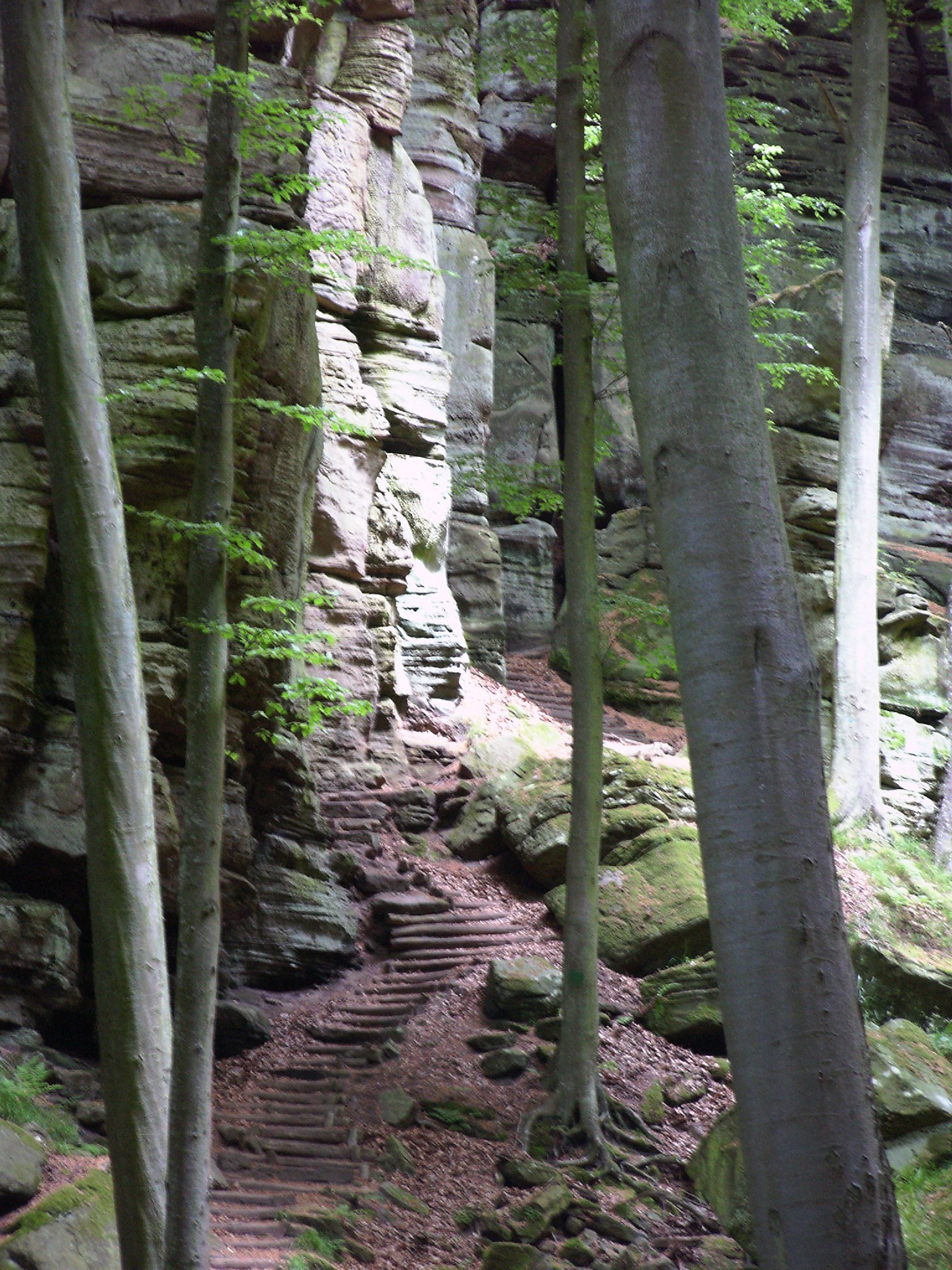
В лісі біля Бердорфу.

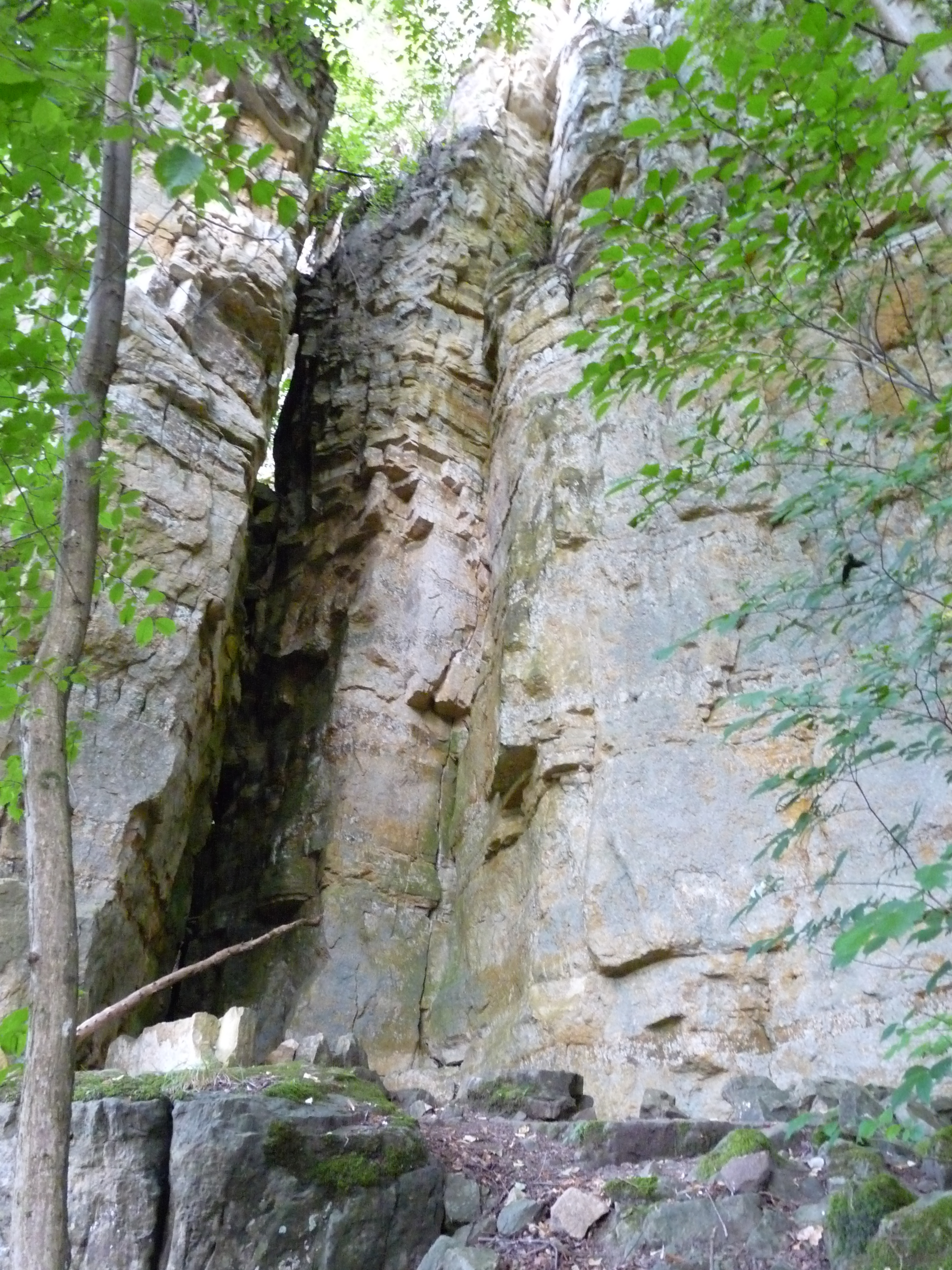
Скелясті утворення біля міста Ехтернах.

Маленька Швейцарія (люксемб. Kleng Lëtzebuerger Schwäiz, фр. Petite Suisse Luxembourgeoise, нім. Kleine Luxemburger Schweiz), також Меллєрдаль (люксемб. Mëllerdall) — невеличкий географічний субрегіон на сході Люксембургу, що отримав назву через схожість його ландшафту до ландшафту Швейцарії. Є одним з п'яти субрегіонів Гутланду. Займає 7 % площі країни. Об'єкт туризму. Свою назву регіон отримав на початку 20 століття від перших голландських туристів. Для цієї місцевості характерні скельні відслонення складені пісковиком. Не зважаючи на назву, у регіоні немає дуже високих гористих утворень. Крім того, найвища точка — 414 м над рівнем моря, що на 146 м нижче від найвищої точки Люксембургу.
Ландшафт утворився протягом близько 1 млн років внаслідок вимивання відкладень вапняку з плато, складеного в основному з пісковику. До того плато протягом 20 млн років було морським дном.
Головне місто регіону — Ехтернах.

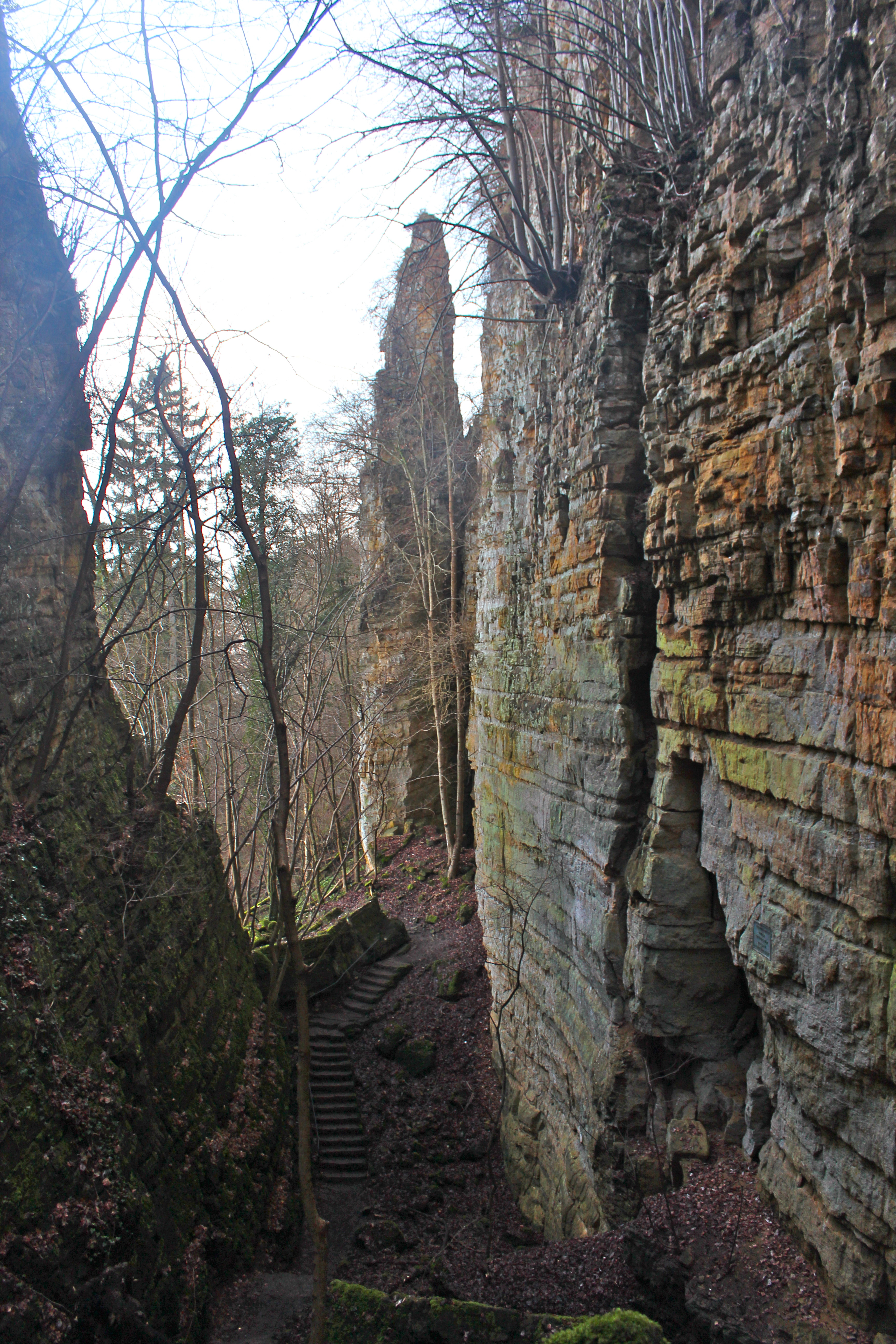
Вовча ущелина (люксемб. Wollefsschlucht, фр. Gorge du Loup) біля міста Ехтернах.
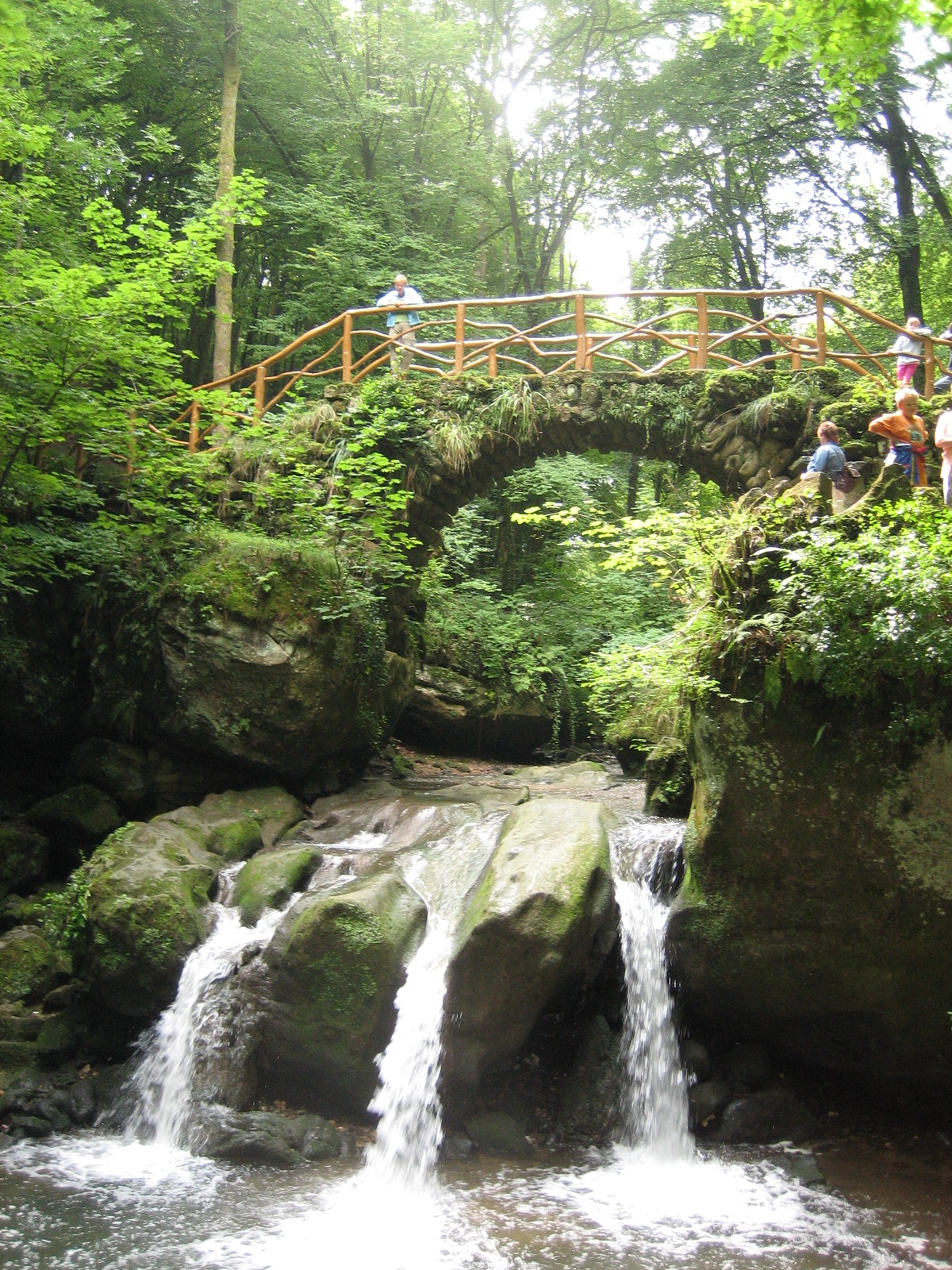
Водоспад на річці Шварц-Іернц.
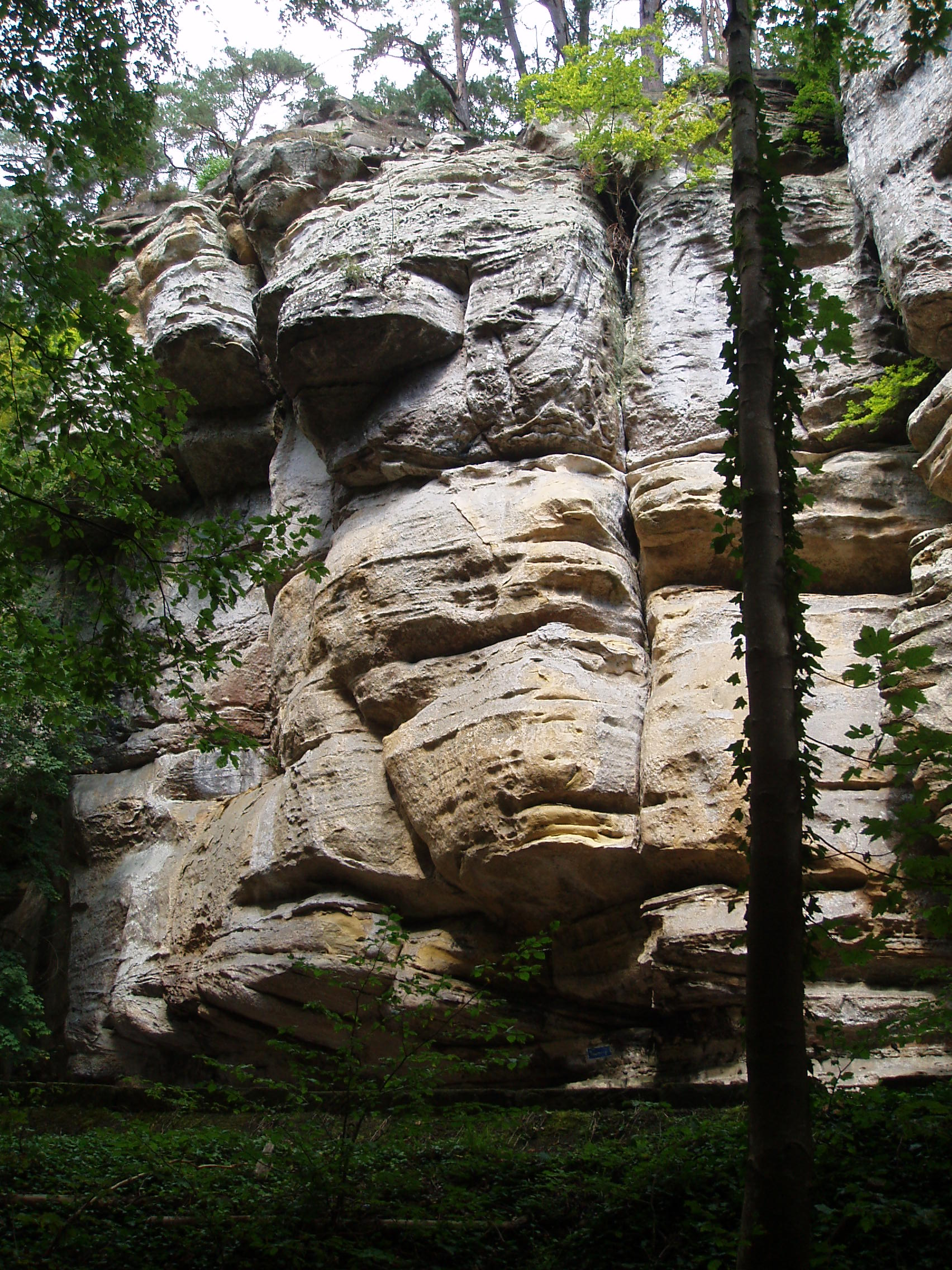
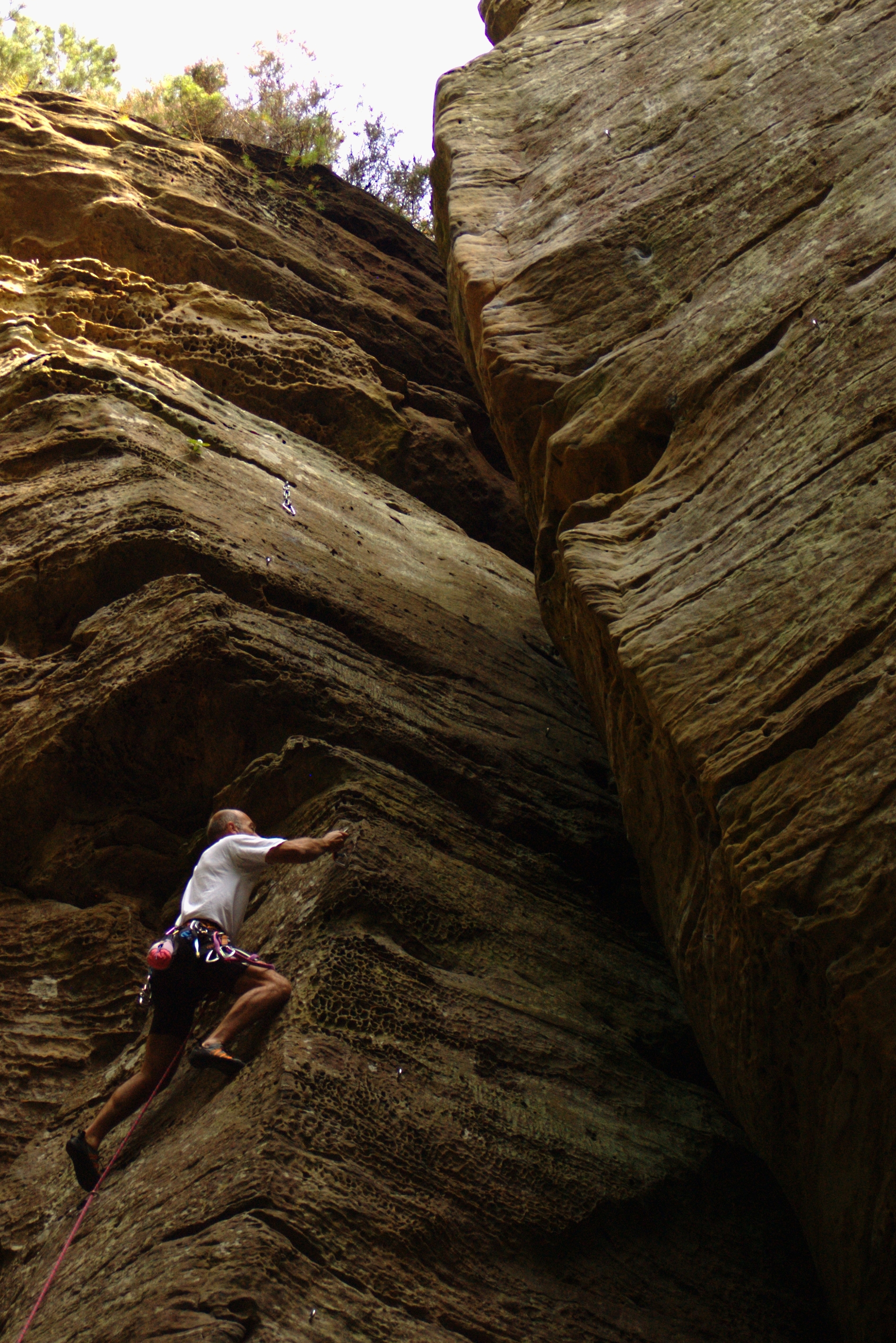